# يوم ملالا
في العاشر من نوفمبر، أحيا الأمين العام للأمم المتحدة، السيد بان كي مون ذكرى يوم ملالا. ومن المفترض أن يمثل ذلك اليوم الهدف من التعليم الواجب توفيره لجميع الأطفال.
ففي محاولة لتكريم الناشطة الباكستانية في مجال الطفل ملالا يوسف زي، قدم الأمين العام للأمم المتحدة بان كي مون دعمًا موسعًا لهذه الفتاة الصغيرة ونضالها من أجل التعليم، واصفًا إياها بأنها «رمز عالمي» لحق كل بنت في الحصول على التعليم.
وقد أطلق المبعوث الخاص للأمين العام للأمم المتحدة للتعليم العالمي، رئيس الوزراء البريطاني السابق جوردون براون العاشر من نوفمبر يوم ملالا.